# Leandro Gelpi
Leandro Gelpi Rosales (Montevideo, Uruguay, 27 de febrero de 1991) es un arquero uruguayo. Actualmente juega en  Juventud de las Piedras, de la Segunda división del fútbol uruguayo.

## Selección nacional
Ha sido internacional con la selección uruguaya sub-20 en varias ocasiones, jugando varios torneos amistosos previos al Sudamericano del 2011, siempre dirigido por Juan Verzeri, quedando fuera del plantel definitivo.
El 9 de julio de 2012 fue incluido en la lista de 18 jugadores que representaron a Uruguay en el Torneo masculino de fútbol en las Olimpiadas de Londres 2012.

### Participaciones en Mundiales
| Copa                             | Sede     | Resultado    |
| -------------------------------- | -------- | ------------ |
| Mundial de Fútbol Sub-20 de 2011 | Colombia | Primera fase |

### Participaciones en Juegos Olímpicos
| Juegos Olímpicos | Sede        | Resultado      | Part. | Goles |
| ---------------- | ----------- | -------------- | ----- | ----- |
| Londres 2012     | Reino Unido | Fase de grupos | 0     | 0     |

## Clubes
| Peñarol                                                                                        | Uruguay   | 2012          | 12 | 13  | 3  | 0 | 0 |
| Racing Montevideo (cedido)                                                                     | Uruguay   | 2013          | 11 | 15  | 3  | 0 | 0 |
| Peñarol                                                                                        | Uruguay   | 2014-2015     | 0  | 0   | 0  | 0 | 0 |
| El Tanque Sisley (cedido)                                                                      | Uruguay   | 2015-2016     | 23 | 33  | 5  | 0 | 0 |
| La Equidad (cedido)                                                                            | Colombia  | 2016-2017     | 18 | 24  | 4  | 1 | 0 |
| Peñarol                                                                                        | Uruguay   | 2017          | 0  | 0   | 0  | 0 | 0 |
| Rentistas                                                                                      | Uruguay   | 2017-2018     | 11 | 20  | 1  | 0 | 0 |
| Santiago Morning                                                                               | Chile     | 2019-2020     | 4  | 0   | 0  | 1 | 0 |
| Deportivo Maldonado                                                                            | Uruguay   | 2020-2021     | 1  | 0   | 0  | 0 | 0 |
| Rampla Juniors                                                                                 | Uruguay   | 2021          | 1  | 0   | 0  | 0 | 0 |
| Deportivo La Guaira                                                                            | Venezuela | 2022          | 1  | 0   | 0  | 0 | 0 |
| Juventud                                                                                       | Uruguay   | 2023-presente | 0  | 0   | 0  | 0 | 0 |
| Total                                                                                          |           | 2012-2023     | 80 | 105 | 16 | 2 | 0 |
| (1)Goles recibidos (2)Partidos en los cuales no recibió goles (3)Amonestaciones (4)Expulsiones |           |               |    |     |    |   |   |

## Palmarés

### Títulos nacionales
| Título              | Club    | País    | Año     |
| ------------------- | ------- | ------- | ------- |
| Campeonato Uruguayo | Peñarol | Uruguay | 2012-13 |

### Torneos cortos
| Título          | Club    | País    | Año  |
| --------------- | ------- | ------- | ---- |
| Torneo Apertura | Peñarol | Uruguay | 2012 |